# Prochilodus nigricans
Prochilodus nigricans (nome comum em espanhol: boquichico) é uma espécie de peixe sul-americano de água doce.